# Unione Calcio Sampdoria 1975-1976
Questa voce raccoglie le informazioni riguardanti l'Unione Calcio Sampdoria nelle competizioni ufficiali della stagione 1975-1976.

## Stagione
Nella stagione 1975-1976 la Sampdoria ha disputato il campionato di Serie A, con 24 punti si è piazzata in 14ª posizione, lo scudetto tricolore è stato vinto dal Torino di Gigi Radice con 45 punti, seconda la Juventus con 43 punti. Scendono in Serie B l'Ascoli, il Como ed il Cagliari.
L'annata vede l'approdo sulla panchina della Sampdoria di Eugenio Bersellini. Il tecnico emiliano, protagonista l'anno precedente di un'ottima stagione sulla panchina del Cesena, porta con sé il centrocampista Maurizio Orlandi ed è fautore di un calcio moderno ed aggressivo. I risultati inizialmente sono positivi. La squadra si rende protagonista di una vittoriosa cavalcata nel girone estivo di Coppa Italia, vincendo tutti e quattro gli incontri e mettendo in mostra un gioco offensivo e divertente che esalta la prolificità dei due attaccanti: il centravanti Sergio Magistrelli (scuola Inter) e il neo acquisto Nello Saltutti (proveniente dalla Fiorentina).
L'inizio del campionato, però spegne gli entusiasmi. La squadra rimane in una posizione di classifica tranquilla fino alla partita casalinga con l'Inter, quando un gol annullato a Rossinelli dall'arbitro Ciacci (per fuorigioco di posizione di Arnuzzo) scatena la reazione del pubblico blucerchiato. L'invasione di campo di un tifoso e la sua successiva aggressione fisica all'arbitro costeranno alla Samp tre giornate di squalifica allo stadio di Marassi. Le tre partite in campo neutro si concluderanno con tre sconfitte e ciò farà precipitare la già non ottimale posizione in classifica. Solo la "solita" rimonta di primavera (che si concluderà con il decisivo successo interno contro il Napoli) consentirà ai blucerchiati di ottenere l'agognata permanenza in massima serie.

## Rosa
| N. |                   | Ruolo | Calciatore          |
| -- | ----------------- | ----- | ------------------- |
|    | Italia (bandiera) | P     | Massimo Cacciatori  |
|    | Italia (bandiera) | P     | Rosario Di Vincenzo |
|    | Italia (bandiera) | D     | Marco Rossinelli    |
|    | Italia (bandiera) | D     | Domenico Arnuzzo    |
|    | Italia (bandiera) | D     | Luciano Zecchini    |
|    | Italia (bandiera) | D     | Marcello Lippi      |
|    | Italia (bandiera) | D     | Giuseppe Lelj       |
|    | Italia (bandiera) | D     | Mauro Ferroni       |
|    | Italia (bandiera) | D     | Roberto Prini       |
|    | Italia (bandiera) | D     | Natalino Fossati    |

| N. |                   | Ruolo | Calciatore         |
| -- | ----------------- | ----- | ------------------ |
|    | Italia (bandiera) | C     | Paolo Tuttino      |
|    | Italia (bandiera) | C     | Gianfranco Bedin   |
|    | Italia (bandiera) | C     | Pellegrino Valente |
|    | Italia (bandiera) | C     | Enrico Nicolini    |
|    | Italia (bandiera) | C     | Giancarlo Salvi    |
|    | Italia (bandiera) | A     | Nello Saltutti     |
|    | Italia (bandiera) | A     | Maurizio Orlandi   |
|    | Italia (bandiera) | A     | Sergio Magistrelli |
|    | Italia (bandiera) | A     | Mario Maraschi     |
|    | Italia (bandiera) | A     | Giorgio De Giorgis |

## Risultati

### Serie A

#### Girone di andata
| Arbitro: | Barbaresco (Cormons) |

|  |           |              |
|  | Marcatori | 90’ Giordano |

| Arbitro: | Trinchieri (Reggio Emilia) |

|           |           |  |
| Bigon 31’ | Marcatori |  |

| Arbitro: | Gonella (Parma) |

|              |           |  |
| Maraschi 52’ | Marcatori |  |

| Arbitro: | Ciacci (Firenze) |

|                |           |                        |
| Frustalupi 64’ | Marcatori | 80’ (rig.) Magistrelli |

| Genova 9 novembre 1975 5ª giornata | Sampdoria       | 0 – 0 | Torino | Stadio Luigi Ferraris (29152 spett.)\| Arbitro: \| Schena (Foggia) \| |
| Arbitro:                           | Schena (Foggia) |       |        |                                                                       |

| Arbitro: | Benedetti (Roma) |

|  |           |                 |
|  | Marcatori | 40’ Magistrelli |

| Arbitro: | Vannucchi (Bologna) |

|                                             |           |                       |
| Macchi 9’ Luppi 41’, 78’ (rig.) Busatta 45’ | Marcatori | 6’ (rig.) Magistrelli |

| Arbitro: | V. Lattanzi (Roma) |

|                          |           |          |
| Valente 27’ Saltutti 41’ | Marcatori | 40’ Riva |

| Arbitro: | Lenardon (Siena) |

|             |           |  |
| Petrini 35’ | Marcatori |  |

| Arbitro: | Barboni (Firenze) |

|  |           |           |
|  | Marcatori | 32’ Nanni |

| Perugia 4 gennaio 1976 11ª giornata | Perugia         | 0 – 0 | Sampdoria | Stadio di Pian di Massiano (18000 spett.)\| Arbitro: \| Gonella (Parma) \| |
| Arbitro:                            | Gonella (Parma) |       |           |                                                                            |

| Arbitro: | Ciacci (Firenze) |

|              |           |                           |
| Saltutti 56’ | Marcatori | 28’ Oriali 82’ Boninsegna |

| Arbitro: | Menegali (Roma) |

|            |           |                |
| Ghetti 44’ | Marcatori | 58’ Rossinelli |

| Arbitro: | Casarin (Milano) |

|  |           |                        |
|  | Marcatori | 53’ Bettega 79’ Causio |

| Napoli 2 febbraio 1976 15ª giornata | Napoli            | 0 – 0 | Sampdoria | Stadio San Paolo (67254 spett.)\| Arbitro: \| Gussoni (Tradate) \| |
| Arbitro:                            | Gussoni (Tradate) |       |           |                                                                    |

#### Girone di ritorno
| Arbitro: | Mascali (Desenzano del Garda) |

|                  |           |              |
| Garlaschelli 41’ | Marcatori | 40’ Saltutti |

| Arbitro: | Reggiani (Bologna) |

|  |           |              |
|  | Marcatori | 16’ Chiarugi |

| Como 22 febbraio 1976 18ª giornata | Como            | 0 – 0 | Sampdoria | Stadio Giuseppe Sinigaglia (11307 spett.)\| Arbitro: \| Serafino (Roma) \| |
| Arbitro:                           | Serafino (Roma) |       |           |                                                                            |

| Arbitro: | Lazzaroni (Milano) |

|  |           |                |
|  | Marcatori | 17’ Bertarelli |

| Arbitro: | Menegali (Roma) |

|                   |           |  |
| Graziani 55’, 75’ | Marcatori |  |

| Genova 14 marzo 1976 21ª giornata | Sampdoria          | 0 – 0 | Fiorentina | Stadio Luigi Ferraris (18376 spett.)\| Arbitro: \| Michelotti (Parma) \| |
| Arbitro:                          | Michelotti (Parma) |       |            |                                                                          |

| Arbitro: | Gussoni (Tradate) |

|                                |           |  |
| Catellani 77’ (aut.) Lippi 89’ | Marcatori |  |

| Arbitro: | Gialluisi (Barletta) |

|                                               |           |                                   |
| Piras 22’, 51’, 59’ Quagliozzi 25’ Virdis 31’ | Marcatori | 53’, 86’ Saltutti 90’ Magistrelli |

| Arbitro: | Panzino (Catanzaro) |

|              |           |  |
| Saltutti 84’ | Marcatori |  |

| Arbitro: | Casarin (Milano) |

|             |           |  |
| Maselli 32’ | Marcatori |  |

| Arbitro: | Michelotti (Parma) |

|                                   |           |                |
| Saltutti 31’, 85’ Magistrelli 64’ | Marcatori | 57’ Ciccotelli |

| Arbitro: | Bergamo (Livorno) |

|                 |           |               |
| Libera 29’, 64’ | Marcatori | 9’ Rossinelli |

| Arbitro: | Gonella (Parma) |

|              |           |  |
| Saltutti 18’ | Marcatori |  |

| Arbitro: | Michelotti (Parma) |

|                        |           |  |
| Capello 47’ Furino 72’ | Marcatori |  |

| Arbitro: | Panzino (Catanzaro) |

|                                    |           |                    |
| Tuttino 20’ Magistrelli 58’ (rig.) | Marcatori | 64’ (rig.) Savoldi |

### Coppa Italia

#### Primo turno
| Arbitro: | Lops (Torino) |

|  |           |                     |
|  | Marcatori | 5’, 88’ Magistrelli |

| Arbitro: | Barbaresco (Cormons) |

|                                                    |           |                                       |
| Valente 10’ Magistrelli 25’, 60’, 64’ Saltutti 58’ | Marcatori | 47’ C. Petrini 79’ (rig.) 85’ Cordova |

| 7 settembre 1975 3ª giornata |  | – Turno di riposo SAMPDORIA |  |  |

| Arbitro: | Ciacci (Firenze) |

|                                         |           |             |
| Magistrelli 32’ (rig.) 66’ Saltutti 81’ | Marcatori | 2’ D'Aversa |

| Arbitro: | Mascali (Desenzano del Garda) |

|             |           |                          |
| Repetto 75’ | Marcatori | 54’ Saltutti 74’ Orlandi |

Classifica del Sesto Girone: Sampdoria punti 8, Roma punti 5, Piacenza punti 3, L.R. Vicenza e Pescara punti 2.

#### Secondo turno
| Arbitro: | Serafino (Roma) |

|  |           |                        |
|  | Marcatori | 4’ Rivera 87’ Chiarugi |

| Arbitro: | R. Lattanzi (Roma) |

|                                         |           |                           |
| Tuttino 67’ Rossinelli 81’ Saltutti 83’ | Marcatori | 26’ Bertini 49’, 56’ Rosi |

| Arbitro: | Terpin (Trieste) |

|                  |           |             |
| Braglia 12’, 56’ | Marcatori | 51’ Orlandi |

| Arbitro: | Schena (Foggia) |

|                                             |           |           |
| Benetti 19’ Orlandi 39’ (aut.) Chiarugi 88’ | Marcatori | 27’ Bedin |

| Arbitro: | Prati (Parma) |

|                                             |           |                          |
| Lippi 12’ (aut.) Desolati 29’ Antognoni 43’ | Marcatori | 47’ (aut.) E. Pellegrini |

| Arbitro: | Gussoni (Tradate) |

|                             |           |                       |
| Saltutti 69’ Rossinelli 79’ | Marcatori | 26’ Braglia 49’ Massa |

Classifica del girone di finale B: Napoli punti 9, Fiorentina punti 7, Milan punti 6, Sampdoria punti 2.

## Statistiche

### Statistiche di squadra
| Competizione | Punti | In casa | In casa | In casa | In casa | In casa | In casa | In trasferta | In trasferta | In trasferta | In trasferta | In trasferta | In trasferta | Totale | Totale | Totale | Totale | Totale | Totale | DR  |
| Competizione | Punti | G       | V       | N       | P       | Gf      | Gs      | G            | V            | N            | P            | Gf           | Gs           | G      | V      | N      | P      | Gf     | Gs     | DR  |
| ------------ | ----- | ------- | ------- | ------- | ------- | ------- | ------- | ------------ | ------------ | ------------ | ------------ | ------------ | ------------ | ------ | ------ | ------ | ------ | ------ | ------ | --- |
| Serie A      | 24    | 15      | 7       | 2       | 6       | 12      | 11      | 15           | 1            | 6            | 8            | 9            | 21           | 30     | 8      | 8      | 14     | 21     | 32     | -11 |
| Coppa Italia |       | 5       | 2       | 2       | 1       | 13      | 11      | 5            | 2            | 0            | 3            | 7            | 9            | 10     | 4      | 2      | 4      | 20     | 20     | 0   |
| Totale       |       | 20      | 9       | 4       | 7       | 25      | 22      | 20           | 3            | 6            | 11           | 16           | 30           | 40     | 12     | 10     | 18     | 41     | 52     | -11 |

### Statistiche dei giocatori
| Giocatore      | Serie A  | Serie A | Serie A     | Serie A    | Coppa Italia | Coppa Italia | Coppa Italia | Coppa Italia | Totale   | Totale | Totale      | Totale     |
| Giocatore      | Presenze | Reti    | Ammonizioni | Espulsioni | Presenze     | Reti         | Ammonizioni  | Espulsioni   | Presenze | Reti   | Ammonizioni | Espulsioni |
| -------------- | -------- | ------- | ----------- | ---------- | ------------ | ------------ | ------------ | ------------ | -------- | ------ | ----------- | ---------- |
| D. Arnuzzo     | 28       | 0       | ?           | ?          | ?            | ?            | ?            | ?            | 28+      | 0+     | ?           | ?          |
| G. Bedin       | 23       | 0       | ?           | ?          | ?            | ?            | ?            | ?            | 23+      | 0+     | ?           | ?          |
| M. Cacciatori  | 29       | -28     | ?           | ?          | ?            | ?            | ?            | ?            | 29+      | -28+   | ?           | ?          |
| G. De Giorgis  | 8        | 0       | ?           | ?          | ?            | ?            | ?            | ?            | 8+       | 0+     | ?           | ?          |
| R. Di Vincenzo | 2        | -2      | ?           | ?          | ?            | ?            | ?            | ?            | 2+       | -2+    | ?           | ?          |
| M. Ferroni     | 7        | 0       | ?           | ?          | ?            | ?            | ?            | ?            | 7+       | 0+     | ?           | ?          |
| N. Fossati     | 1        | 0       | ?           | ?          | ?            | ?            | ?            | ?            | 1+       | 0+     | ?           | ?          |
| G. Lelj        | 13       | 0       | ?           | ?          | ?            | ?            | ?            | ?            | 13+      | 0+     | ?           | ?          |
| M. Lippi       | 14       | 1       | ?           | ?          | ?            | ?            | ?            | ?            | 14+      | 1+     | ?           | ?          |
| S. Magistrelli | 25       | 6       | ?           | ?          | ?            | ?            | ?            | ?            | 25+      | 6+     | ?           | ?          |
| M. Maraschi    | 9        | 1       | ?           | ?          | ?            | ?            | ?            | ?            | 9+       | 1+     | ?           | ?          |
| E. Nicolini    | 14       | 0       | ?           | ?          | ?            | ?            | ?            | ?            | 14+      | 0+     | ?           | ?          |
| M. Orlandi     | 28       | 0       | ?           | ?          | ?            | ?            | ?            | ?            | 28+      | 0+     | ?           | ?          |
| R. Prini       | 3        | 0       | ?           | ?          | ?            | ?            | ?            | ?            | 3+       | 0+     | ?           | ?          |
| M. Rossinelli  | 30       | 2       | ?           | ?          | ?            | ?            | ?            | ?            | 30+      | 2+     | ?           | ?          |
| N. Saltutti    | 29       | 8       | ?           | ?          | ?            | ?            | ?            | ?            | 29+      | 8+     | ?           | ?          |
| G. Salvi       | 11       | 0       | ?           | ?          | ?            | ?            | ?            | ?            | 11+      | 0+     | ?           | ?          |
| P. Tuttino     | 29       | 1       | ?           | ?          | ?            | ?            | ?            | ?            | 29+      | 1+     | ?           | ?          |
| P. Valente     | 22       | 1       | ?           | ?          | ?            | ?            | ?            | ?            | 22+      | 1+     | ?           | ?          |
| L. Zecchini    | 27       | 0       | ?           | ?          | ?            | ?            | ?            | ?            | 27+      | 0+     | ?           | ?          |